# Dunajovické kopce
Dunajovické kopce este o arie protejată (arie specială de conservare — SAC, sit de importanță comunitară — SCI) din Republica Cehă întinsă pe o suprafață de 87,79 ha, integral pe uscat.

## Localizare
Centrul sitului Dunajovické kopce este situat la coordonatele 48°51′07″N 16°33′15″E / 48.851944°N 16.554167°E.

## Înființare
Situl Dunajovické kopce a fost declarat sit de importanță comunitară în aprilie 2005 pentru a proteja 3 specii de plante. Situl a fost protejat și ca arie specială de conservare în august 2013.

## Biodiversitate
Situată în ecoregiunea panonică, aria protejată conține 3 habitate naturale: Pajiști uscate seminaturale și facies de acoperire cu tufișuri pe substraturi calcaroase (Festuco-Brometalia) (* situri importante pentru orhidee), Tufărișuri subcontinentale peripanonice, Pajiști stepice panonice pe loess.
La baza desemnării sitului se află mai multe specii protejate de  plante (3): Artemisia pancicii, târtan (Crambe tataria), Klasea lycopifolia.